# 阮明空
阮明空（越南语：／；1065年10月15日—1141年）又稱李國師（越南语：／），是越南李朝時期一位僧侶。
原名阮至誠（越南语：／），長安大黃潭舍鄉（今寧平省嘉遠縣嘉勝社）人。少時出家於國清寺，遊學各地，遇上徐道行，師從於他學習道教。徐道行嘉其心操，便教他《心印經》，賜名明空。道行死後，回到國清寺耕讀，二十餘年閉門不出。
根據《嶺南摭怪》的說法，李神宗在位期間突然精神病發作，眾多名醫前去治療都未能奏效。當時民間有童謠稱：「欲治天子病，須得阮明空。」於是明空請去治病。明空用法術治好了李神宗的病，被封為國師，賜蠲戶數百。
他被認為是越南禪宗的宗師。至今越南人仍很尊敬他。